# هيرمون هايلي
هيرمون هايلي هي مخرجة أفلام من إثيوبيا.

## حياتها
هيرمون هايلي من مواليد 1985 في ميكيلي.

## روابط خارجية
- هيرمون هايلي على موقع IMDb (الإنجليزية)
- هيرمون هايلي على موقع قاعدة بيانات الفيلم (الإنجليزية)